# パク・ジョンミン (1987年生の歌手)
パク・ジョンミン（박정민 、1987年4月3日 - ）は、韓国の男性歌手。アイドルグループSS501のメンバー。

## 人物
- ソウル特別市出身
- 身長：183cm[1]
- 体重：65kg[1]
- 血液型：O型[1]
- 家族構成：父、母、姉、兄、義姉、甥
- キリスト教
- ソウル特別市壇国大学校付属高校卒業
- 京畿大学多重媒体映像学部演技専攻→世宗サイバー大学・ホテル経営学科→現在、世宗サイバー大学・実用英語学科在学中
- 自称「セクシーカリスマ」。
- ニックネームは「馬」。
- ジェットコースターが苦手。
- 2006年5月から2007年4月まで、SBS FMラジオ｢SS501のヤングストリート｣の正式DJを務めていた。
- 2007年10月からフジテレビ「スリルな夜 イケメン合衆国」の単独レギュラーを務める。日本でレギュラー番組を持つのはメンバー初。
- 特技はタップダンス、クライミング。
- 趣味は作詞。
- 2010年6月4日DSPメディア契約満了後、CNR MEDIA（台湾Comic-ritzと韓国ROY MEDIAによる合弁会社）に単独移籍する。
- 2010年9月17日 パク・ジョンミン日本公式ファンクラブがオープン。
- 本来2010年11月にソロデビューカムバック予定だったが延坪島砲撃事件（ヨンピョンド砲撃事件）が起きたため延期になり、2011年1月20日シングル「NOT ALONE」でソロデビューカムバックする。

## ディスコグラフィ

### SS501
SS501の作品を参照。

### ソロ活動

#### 日本
- 2010年11月3日　SBS創立20周年 SEOUL TOKYO MUSIC FESTIVAL 2010（さいたまスーパーアリーナ：MCとして出演)
- 2010年12月22日 パク・ジョンミン 1stファンミーティング ジャパン2010 “christmas special”大阪公演（NHK大阪ホール：2公演）
- 2010年12月23日 パク・ジョンミン 1stファンミーティング ジャパン2010 “christmas special”東京公演（JCB HALL：2公演）
- 2011年2月13日 パク・ジョンミン　バレンタイン　スペシャル“NOT ALONE”兵庫公演（神戸国際会館こくさいホール）
- 2011年2月14日 パク・ジョンミン　バレンタイン　スペシャル“NOT ALONE”東京公演（渋谷C.C.Lemonホール）
- 2011年2月27日 PARK JUNGMIN 1st Fan Meeting in SAPPORO（サッポロファクトリーホール）
- 2011年4月29日　国連UN-OHRLLS・国連の友“Friend’s Whistle! Act for Tomorrow!”Act3（パシフィコ横浜国立大ホール）
- 2012年4月14日　音楽のまち・かわさき　アジア交流音楽祭　ASIAN　HEARTBEAT　2012 ～アジアの鼓動～（川崎市教育文化会館　大ホール：韓国代表として出演）
- 2012年12月19日 パク・ジョンミン X'masファンミーティング 2012 “Beautiful”（TOKYO DOME CITY HALL）
- 2012年12月20日 パク・ジョンミン X'masディナーショー“Beautiful”in Osaka（ヒルトン大阪）
- 2013年2月16日　パク・ジョンミン バレンタインファンミーティング2013（昼公演：超能力探偵パクの事件簿 「バレンタイン殺人事件」/夜公演：超能力探偵パクの事件簿 「もう一つのバレンタイン殺人事件」渋谷　さくらホール）
- 2013年3月19日　Zepp presents パク・ジョンミン/ROMEOシアトリカルツアー 2013　（Zepp Fukuoka）
- 2013年3月21日　Zepp presents パク・ジョンミン/ROMEOシアトリカルツアー 2013　（Zepp Namba）
- 2013年3月22日　Zepp presents パク・ジョンミン/ROMEOシアトリカルツアー 2013　（Zepp DiverCity）
- 2013年3月23日　Zepp presents パク・ジョンミン/ROMEOシアトリカルツアー 2013　（Zepp Nagoya）

#### 韓国
- 하면은 안돼 (2009年6月 COLLECTION)

#### 台湾
- 나뿐인가요　（2009年 Collection（台湾独占初回限定盤））

### シングル

#### 韓国
- NOT ALONE(2011年1月)
- Wara Wara THE, PARK JUNGMIN(2011年5月)
- Beautiful(2012年11月14日　パク･ジョンミン初のセルフ・プロデュースによる2nd シングル)

#### 日本
- HERE (2007年8月1日 Kokoro <初回限定盤 ジョンミン Version>)
- Wara Wara THE, PARK JUNGMIN　(2011年5月25日　4月7日韓国にて発売されたファーストミニアルバム 「涙、流れるほど」 の収録曲を全曲日本語でレコーディング、リマスターした完全生産限定盤アルバム）
- 君色(2011年12月7日　LISOMOドラマ「八月のラヴソング」の主題歌「君色」ドラマバージョンと歌詞違いのシングルバージョン)

### DVD・写真集

#### 日本
- パク・ジョンミン 1st 写真集(DVD付)｢Present｣(2010年11月15日)
- PARK JUNGMIN 【MY STORY】 PHOTO ESSAY(2011年)
- LISMOドラマ！『八月のラヴソング』(2011年)
- PARK JUNG MIN STYLISH BOOK (DVD付)　(2012年)
- Park Jungmin Ultimate “Beautiful”DVD (2012年)
- Park JungMin Photo Collection in Hawaii（写真集） (2013年)
- Park JungMin X'mas Fanmeeting 2012“Beautiful”DVD (2013年)

## 出演作品

### 舞台
- ミュージカル『GREASE』(2008年11月21日~2009年3月1日) 主人公：Danny（デニー）役
- ミュージカル『絆-少年よ大紙を抱け-』(2010年11月18日~2010年11月23日) 韓国留学生（パク・ジョンソル）役
- 『ifi』（2014年9月、青山劇場・シアタードラマシティ）　＊予定

### テレビドラマ
- ノンストップ５(MBC)(2005年)
- 愛もおかわりできますか?(KBS)(2005年)
- 墜落天使ジェニー(Mnet)(2006年）
- 코끼리（象）(MBC)(2008年)
- スポットライト(MBC)(2008年)
- 인생극장2010（人生劇場2010)(KBSjoy) (2010年）
- LISMOドラマ！「八月のラヴソング」（パク・ジョンミン役） (2011年)
- シュガーケーキガーデン(中視)(2012年)